# Бута, Леонарду
Леонарду Даниэл Улинейя Бута (порт. Leonardo Daniel Ulineia Buta; род. 5 июня 2002, Агеда, Португалия) — португальский футболист, защитник клуба «Морейренсе».

## Клубная карьера
Бута — воспитанник клуба «Бенфика» и «Брага». В июле 2021 года начал выступать за дублёров «Браги». Параллельно привлекался к матчам первой команды. 12 февраля 2022 года в матче с «Пасуш де Феррейра» он дебютировал в португальской Примейре, заменив Бруну Родригеша.
5 июня 2022 года итальянский клуб «Удинезе» сообщил о подписании игрока, контракт был заключён на пять лет. Сумма трансфера составила около 2 миллионов евро. 27 мая 2023 года в матче против «Салернитаны» Леонарду дебютировал в чемпионате Италии. 
В июле 2023 года Бута на правах аренды перешёл в «Жил Висенте». 12 августа в матче против «Портимоненсе» он дебютировал за новый клуб. 2 сентября 2024 года Бута присоединился к клубу «Морейренсе».

## Международная карьера
Выступал за национальные команды Португалии до 17, 18 и 20 лет и 21 года. 